# Nazionale olimpica di calcio degli Stati Uniti d'America
La Nazionale olimpica di calcio degli Stati Uniti d'America è la rappresentativa calcistica degli Stati Uniti che rappresenta l'omonimo stato ai Giochi Olimpici. È posta sotto l'egida della Federazione calcistica degli Stati Uniti d'America.

## Partecipazioni ai tornei internazionali

### Giochi olimpici
| Anno | Luogo             | Piazzamento             | V | N | P | Gol  |
| ---- | ----------------- | ----------------------- | - | - | - | ---- |
| 1952 | Helsinki          | Turno di qualificazione | 0 | 0 | 1 | 0:8  |
| 1956 | Melbourne         | Quarti di finale        | 0 | 0 | 1 | 1:9  |
| 1960 | Roma              | Non qualificata         | - | - | - | -    |
| 1964 | Tokyo             | Non qualificata         | - | - | - | -    |
| 1968 | Città del Messico | Non qualificata         | - | - | - | -    |
| 1972 | Monaco di Baviera | Primo turno             | 0 | 1 | 2 | 0:10 |
| 1976 | Montréal          | Non qualificata         | - | - | - | -    |
| 1980 | Mosca             | Ritirata                | - | - | - | -    |
| 1984 | Los Angeles       | Primo turno             | 1 | 1 | 1 | 4:2  |
| 1988 | Seul              | Primo turno             | 0 | 2 | 1 | 3:5  |
| 1992 | Barcellona        | Primo turno             | 1 | 1 | 1 | 6:5  |
| 1996 | Atlanta           | Primo turno             | 1 | 1 | 1 | 4:4  |
| 2000 | Sydney            | Quarto posto            | 1 | 3 | 2 | 9:11 |
| 2004 | Atene             | Non qualificata         | - | - | - | -    |
| 2008 | Pechino           | Primo turno             | 1 | 1 | 1 | 4:4  |
| 2012 | Londra            | Non qualificata         | - | - | - | -    |
| 2016 | Rio de Janeiro    | Non qualificata         | - | - | - | -    |
| 2020 | Tokyo             | Non qualificata         | - | - | - | -    |
| 2024 | Parigi            | Quarti di finale        | 2 | 0 | 2 | 7:8  |

## Tutte le rose

### Giochi olimpici
Calcio ai Giochi Olimpici Estivi 19521 Burkhard, 2 Schaller, 3 Keough, 4 Sheppell, 5 Colombo, 6 McHugh, 7 Monsen, 8 Souza, 9 Surock, 10 Mendoza, 11 Cook, 12 Dunn, 13 Conterio, 14 Krumm, 15 Keir, CT: Wood
Calcio ai Giochi Olimpici Estivi 19561 Carden, 2 Coder, 3 Conterio, 4 Dorrian, 5 Engedahl, 6 Keough, 7 Looby, 8 Marina, 9 Mendoza, 10 Monsen, 11 Murphy, 12 Packer, 13 Snylyk, 14 Wecke, 15 Wirth, 16 Zerhusen, CT: Mills
Calcio ai Giochi Olimpici Estivi 19721 Ivanow, 2 Bahr, 3 Bocwinski, 4 Trost, 5 Stemke, 6 Stam, 7 Roboostoff, 8 Seerey, 9 Carenza, 10 Demling, 11 Hernandez, 12 Gay, 13 Salcedo, 14 Hamm, 15 Ziaja, 16 Flater, 17 Zylker, 18 Margulis, 19 Messing, CT: Guelker
Calcio ai Giochi Olimpici Estivi 19841 Brcic, 2 Savage, 3 Thompson, 4 Durgan, 5 Tambi, 6 DiBernardo, 7 Kapp, 8 Borja, 9 Moyers, 10 Davis, 11 Pérez, 12 Crow, 13 Willrich, 14 Fox, 15 Swanner, 16 Hooker, 17 Aly, CT: Panagoulias
Calcio ai Giochi Olimpici Estivi 19881 Vanole, 2 Trittschuh, 3 Doyle, 4 Crow, 5 Windischmann, 6 Klopas, 7 Gabarra, 8 Davis, 9 Goulet, 10 Vermes, 11 Eichmann, 12 Krumpe, 13 Harkes, 14 Stollmeyer, 15 Ramos, 16 Murray, 17 Armstrong, 18 Duback, 19 Bliss, 20 Caligiuri, CT: Osiander
Calcio ai Giochi Olimpici Estivi 19921 Friedel, 2 Rast, 3 Lalas, 4 Burns, 5 Imler, 6 Brose, 7 Washington, 8 Lapper, 9 Snow, 10 Reyna, 11 Allnutt, 12 Dayak, 13 Moore, 14 Jones, 15 Ibsen, 16 Lagos, 17 Huwiler, 18 Feuer, 19 Henderson, 20 Onalfo, CT: Osiander
Calcio ai Giochi Olimpici Estivi 19961 Keller, 2 McKeon, 3 Walsh, 4 Pope, 5 Peay, 6 Lalas, 7 Baba, 8 Kirovski, 9 Wood, 10 Reyna, 11 Joseph, 12 Pollard, 13 Hejduk, 14 Maisonneuve, 15 Vargas, 16 Smith, 17 Silvera, 18 Snitko, CT: Arena
Calcio ai Giochi Olimpici Estivi 20001 Friedel, 2 Dunseth, 3 McCarty, 4 Agoos, 5 O'Brien, 6 Hejduk, 7 DiGiamarino, 8 Califf, 9 Olsen, 10 Vagenas, 11 Albright, 12 Corrales, 13 Donovan, 14 Victorine, 15 Whitfield, 16 Wolff, 17 Casey, 18 Howard, CT: Charles
Calcio ai Giochi Olimpici Estivi 20081 Seitz, 2 Wynne, 3 Orozco, 4 Bradley, 5 McCarty, 6 Edu, 7 Holden, 8 Szetela, 9 Davies, 10 Feilhaber, 11 Adu, 12 Altidore, 13 Ianni, 14 Rogers, 15 Parkhurst, 16 Kljestan, 17 McBride, 18 Guzan, CT: Nowak
Calcio ai Giochi Olimpici Estivi 20241 Schulte, 2 Harriel, 3 Zimmerman, 4 Dietz, 5 Tolkin, 6 Busio, 7 Paredes, 8 Tessmann, 9 Yow, 10 Booth, 11 Aaronson, 12 Robinson, 13 McGuire, 14 Mihailović, 15 Cremaschi, 16 McGlynn, 17 Wiley, 18 Slonina, 19 Davis, 20 Gómez, 21 Atencio, 22 Pulskamp, CT: Mitrović
NOTA: Per le informazioni sulle rose precedenti al 1952 visionare la pagina della Nazionale maggiore.